# Léonard-Alexis Autié
Léonard-Alexis Autié (Pamiers, 1751 – Parigi, 20 marzo 1820) è stato uno stilista, impresario teatrale e parrucchiere francese.
Passato alla storia con il soprannome di Monsieur Léonard, Autié fu il parrucchiere favorito della regina di Francia Maria Antonietta e inoltre fondò il Théâtre de Monsieur, il primo teatro stabile di Parigi a programmare un'intera stagione di opere italiane.
Léonard-Alexis Autié, scritto anche Autier, non deve essere confuso con il fratello minore Jean-François, anche lui parrucchiere nella stessa bottega e chiamato "Monsieur Léonard", che fu coinvolto nella fuga a Varennes e morì sulla ghigliottina il 7 termidoro dell'anno II (25 luglio 1794).

## Parrucchiere delle dame

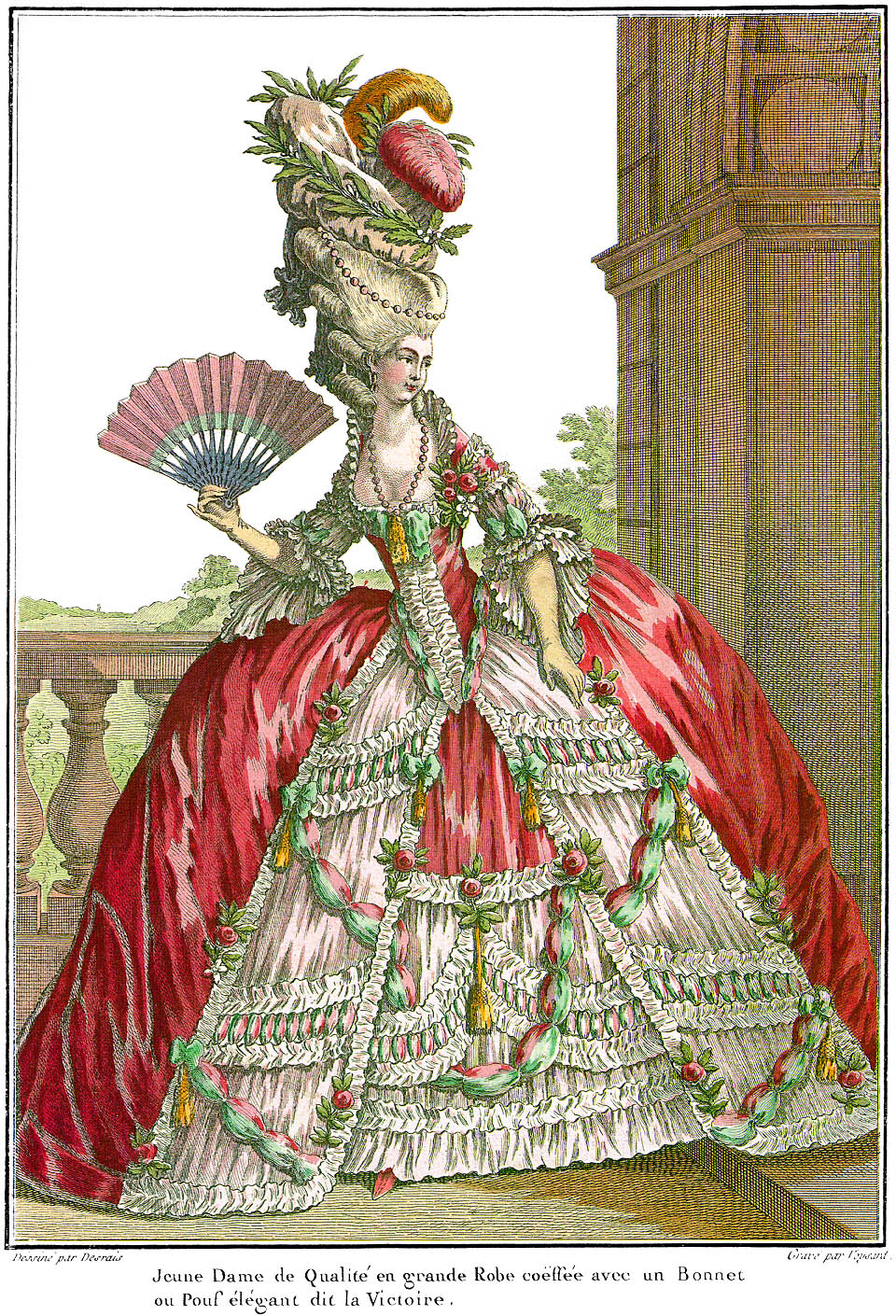
Dama con acconciatura a "pouf"

Nato a Pamiers nella contea di Foix, era figlio di due domestici. Visse qualche tempo a Bordeaux, dove imparò il mestiere di parrucchiere.
Nel 1769 si trasferì a Parigi, dove divenne il coiffeur dell'attrice Julie Niébert. Il suo stile innovativo attirò subito l'attenzione e divenne rapidamente il parrucchiere delle dame della nobiltà, compresa Madame du Barry, l'amante di Luigi XV, e la Marchesa di Langeac, dama di compagnia della delfina Maria Antonietta. Nel 1772 divenne il parrucchiere della stessa Delfina.
Nel 1774, su richiesta di Maria Antonietta, Autié e Rose Bertin (la sarta della Delfina) risuscitarono il giornale di moda Journal des Dames. 
È a Léonard che si devono quelle gigantesche acconciature femminili, alte due piedi e arricchite dagli oggetti più disparati, sostenute all'interno da fili metallici, tipiche dell'età di Luigi XVI.
Egli cominciò a pettinare le dame in una nuova foggia, inventata da Mademoiselle Bertin, la "ques-à-co" (in provenzale "che cos'è?"), ovvero con tre piume dietro alla testa che formavano una specie di punto interrogativo. La nuova acconciatura fu subito adottata dalle dame di corte e dalla stessa Madame du Barry. 
Successivamente Autié inventò la pettinatura a "pouf", che fu indossata per la prima volta nell'aprile 1774 dalla duchessa di Chartres, ma fu subito copiata dalla stessa Maria Antonietta all'incoronazione di Luigi XVI, rendendola così molto popolare. 
Avendo successo, Autié fondò una scuola di acconciatura ed un laboratorio, l'Académie de coiffeur, che aveva sede nella rue de la Chaussée-d'Antin. Si fece raggiungere dai due fratelli minori, Pierre e Jean-François. Sfruttando la fama del fratello, anche Pierre e Jean-François usarono lo pseudonimo Léonard, fatto che creò confusione negli storici successivi.
Nel 1787 Léonard-Alexis aveva messo da parte abbastanza denaro da non aver più bisogno di lavorare. Si limitava a pettinare la Regina nelle occasioni più importanti, come i ricevimenti e le feste, mentre suo fratello minore, Jean-François, si occupava di acconciare i capelli della Regina nei giorni normali.

## Impresario teatrale

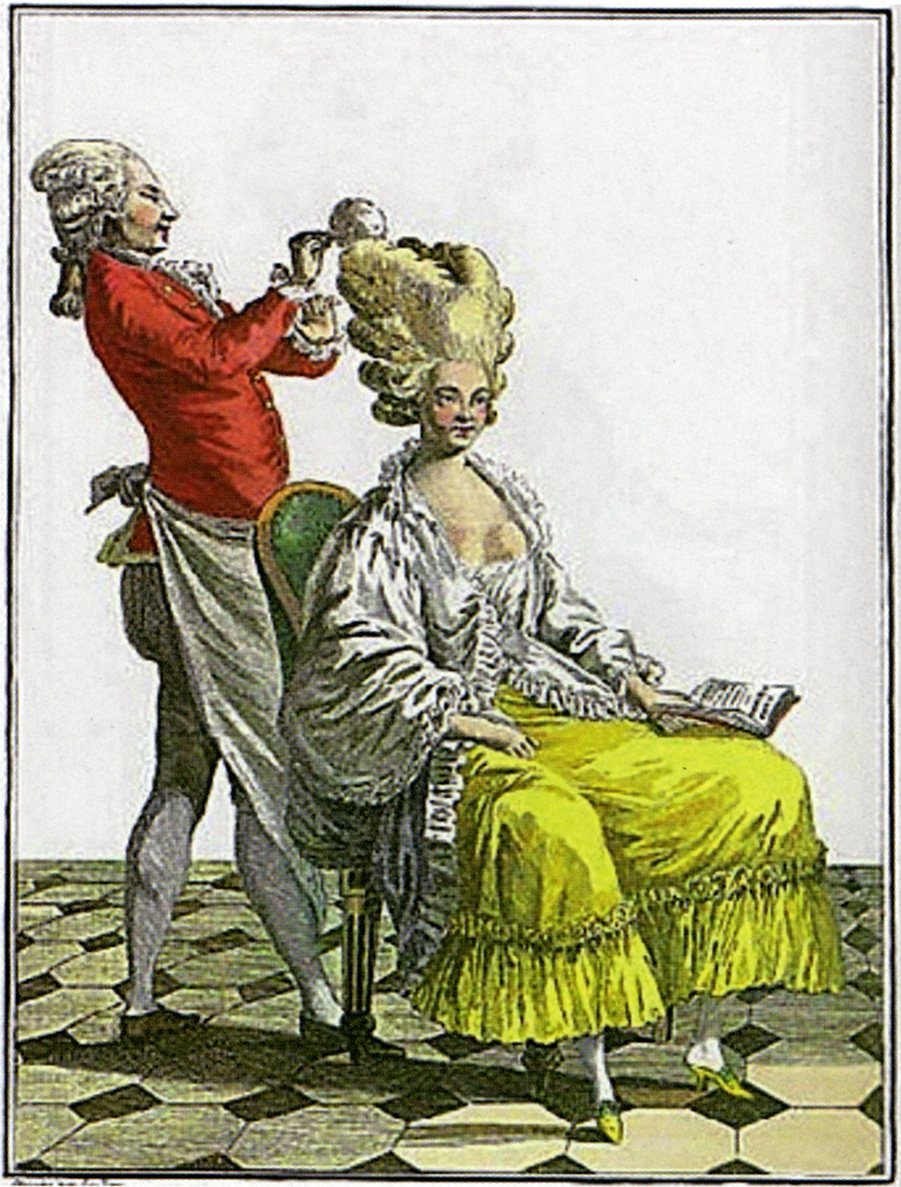
Léonard all'opera

Maria Antonietta era appassionata di opera italiana ed incoraggiò Autié ad intraprendere la carriera da impresario teatrale. 
Tradizionalmente il compito di essere il patrono reale del teatro ricadeva sul fratello maggiore del re, detto Monsieur). Questi, il conte di Provenza (futuro Luigi XVIII), che non si interessava di opera, accettò in ogni modo di dare il suo nome, ma non partecipò in altro modo a quello che si sarebbe chiamato théâtre de Monsieur.
Inizialmente Autié fu finanziato da Mademoiselle Montansier, ma poi litigarono perché lui voleva mettere in scena quattro generi musicali: l'opera francese, quella italiana, la prosa in francese ed il vaudeville, mentre la Montansier voleva concentrarsi sull'opera italiana e creare per questa una compagnia stabile di virtuosi italiani. Allora Léonard si mise in società con il violinista piemontese Giovanni Battista Viotti, che era anche lui al servizio di Maria Antonietta.
Il 7 aprile 1788 Autié ottenne il privilegio di esercitare il teatro per trent'anni. Come sede fu scelto il Théâtre des Tuileries. Il Théâtre de Monsieur fu inaugurato il 26 gennaio 1789 e ebbe un successo di pubblico, ma non economico. In ogni modo fu il primo teatro francese a proporre un'intera stagione di opere italiane.

## Rivoluzione e Restaurazione

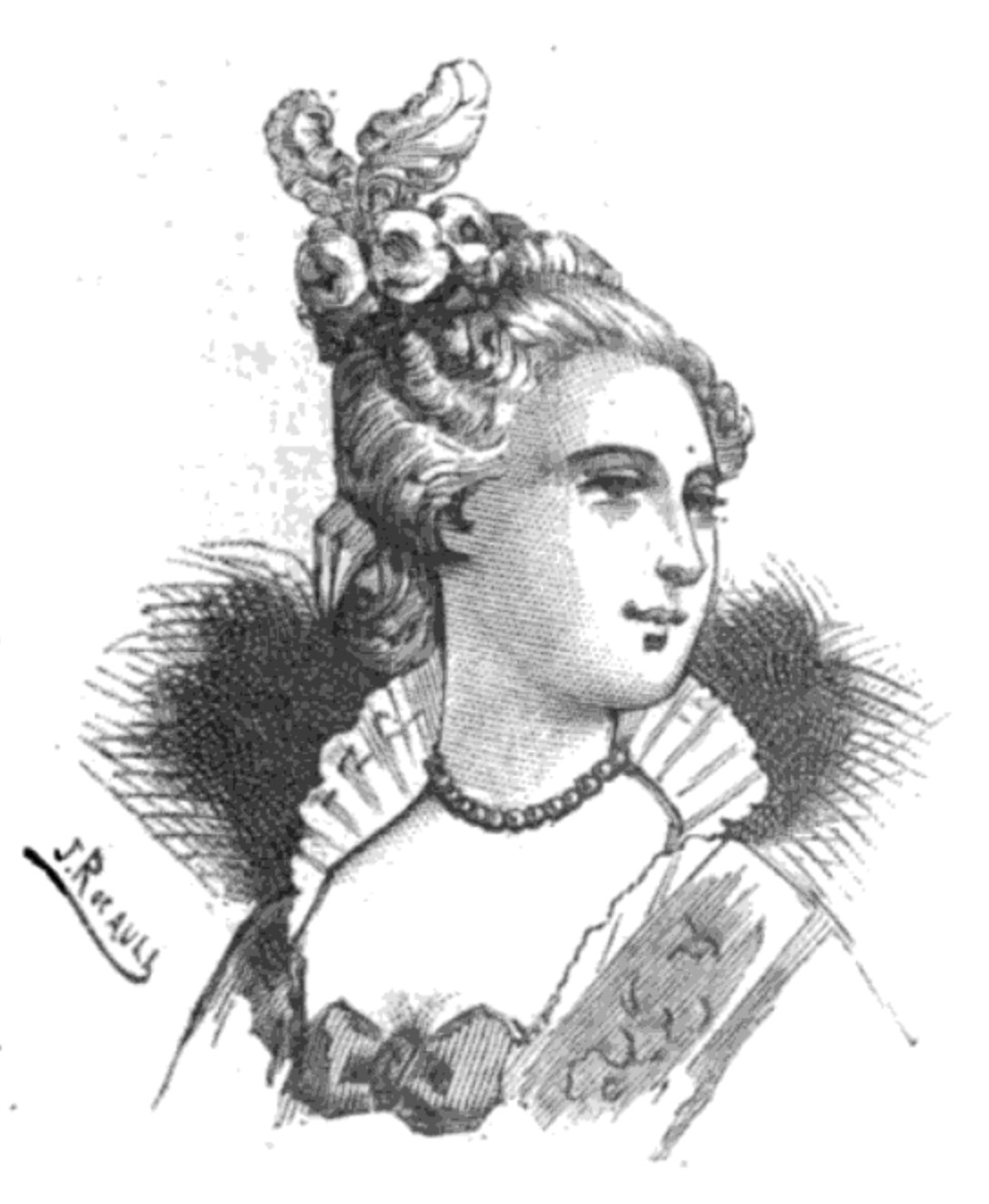
Acconciatura alla ques-à-co

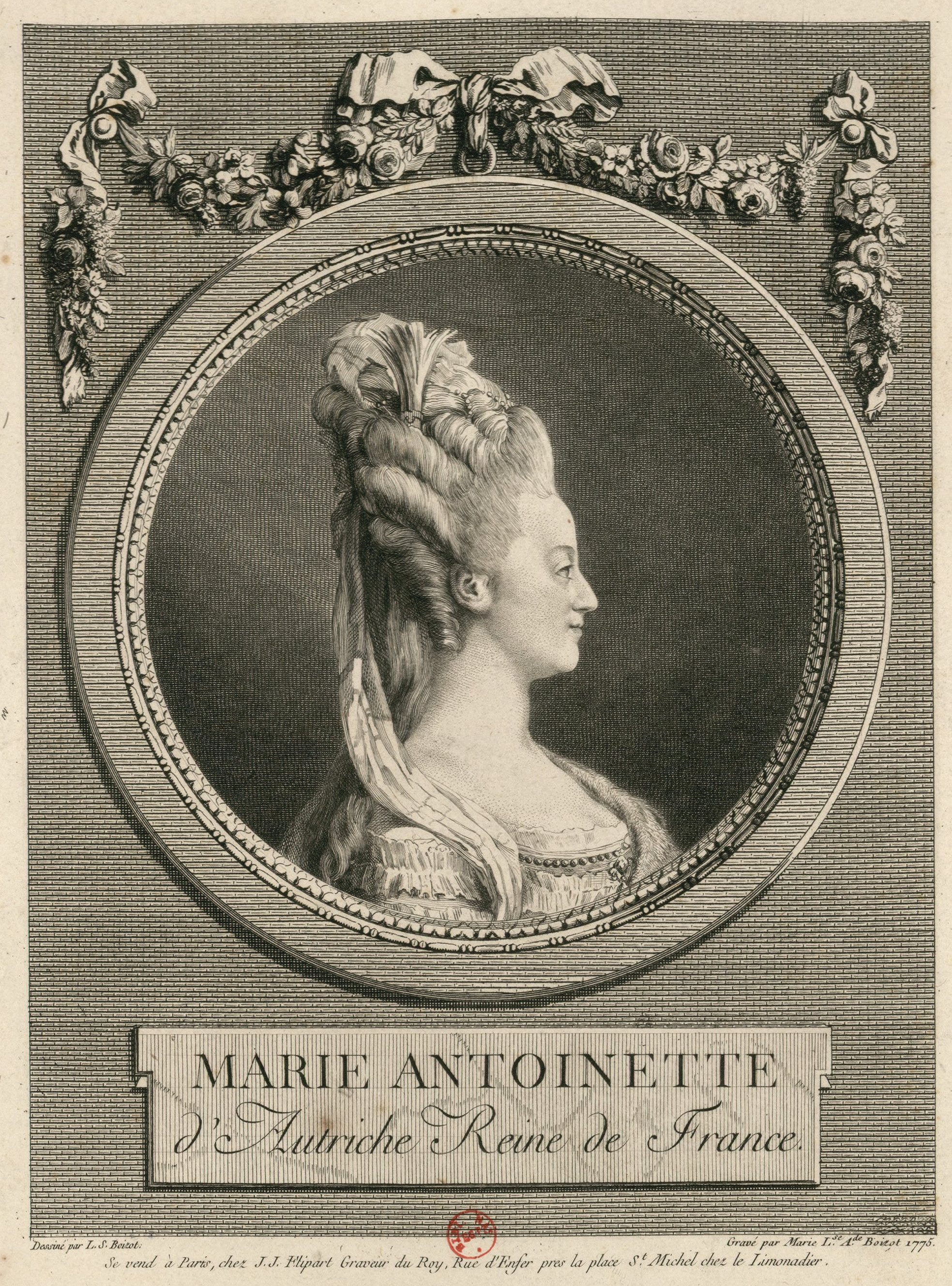
Maria Antonietta pettinata à la Zephyr

Nel giugno 1791 suo fratello Jean-François Autié accompagnò il Duca di Choiseul durante la fuga a Varennes. 
Dopo l'arresto della famiglia reale Jean-François scappò all'estero e Leónard-Alexis lo raggiunse poco dopo. Dopo tre mesi Léonard-Alexis ritornò a Parigi. 
Con l'avvento della repubblica Léonard-Alexis lasciò la Francia una seconda volta (probabilmente a fine giugno 1792) ed emigrò in Russia. Mentre Jean-François ottenne un posto a Versailles, nei servizi di allevamento dei cavalli dell'esercito.
Jean-François fu arrestato, durante il Terrore, nel messidoro dell'anno II E.R. e condannato a morte il 7 termidoro "per aver preceduto la Regina sulla strada di Montmédy". Faceva parte della stessa "infornata" di Jean-Antoine Roucher e di André Chénier. 
Léonard-Alexis non tornò in Francia fino al 1814, in seguito alla Restaurazione.
Morì nel 1820 a Parigi. Lasciò alle figlie 716 franchi e alcuni gioielli, fra cui una spilla a forma di uccello del paradiso, che si presume avesse ricevuta da Maria Antonietta per i suoi servigi.

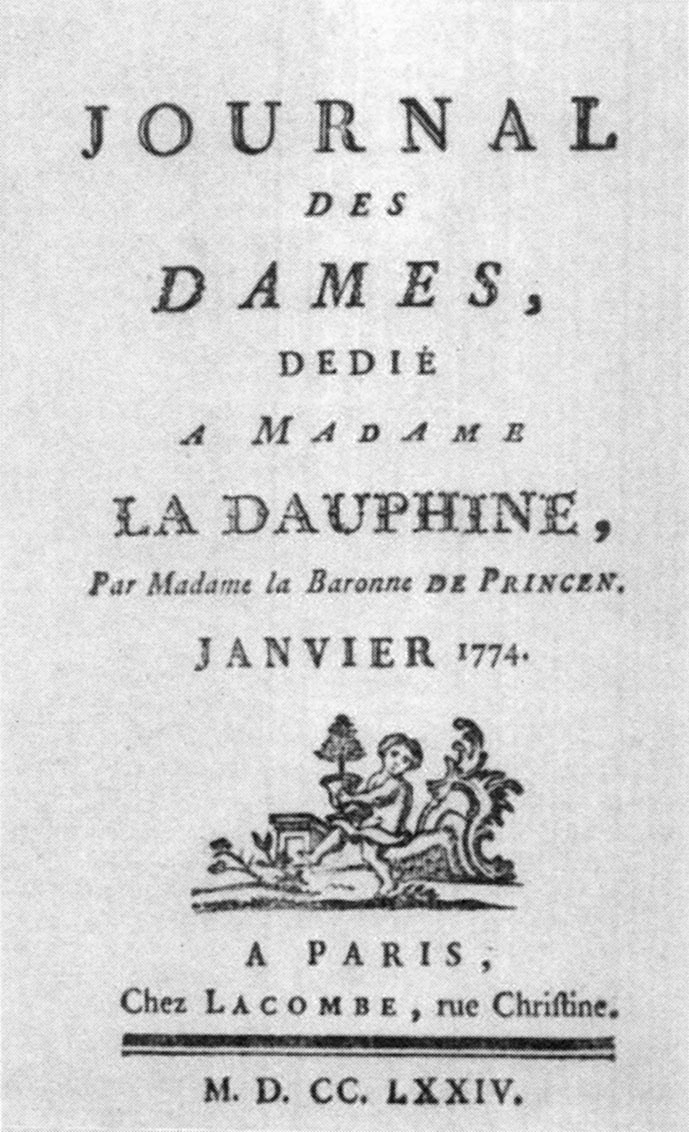
Journal des Dames del 1774

## Altri progetti

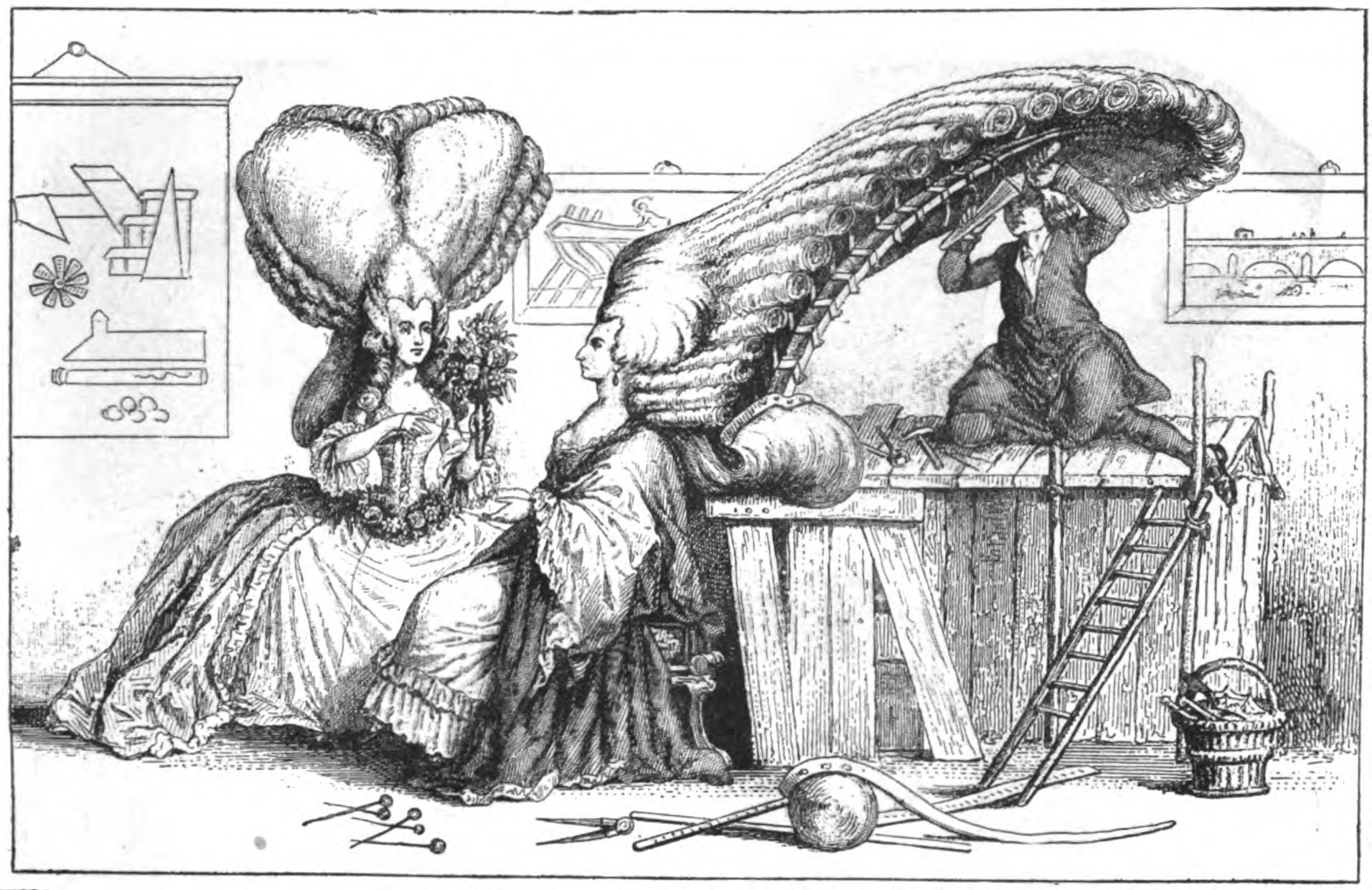
Caricatura dell' Académie de coiffure